# Vittorio Paolo Fiorito
Vittorio Paolo Fiorito (Roma, 26 de abril de 1941-Roma, 27 de mayo de 2015) fue un árbitro de baloncesto italiano.
Fue árbitro de la Serie A italiana durante 22 años (1969-1991), pitando un total de 583 partidos. También fue elegido para dirigir 11 finales.
Fue árbitro en los Juegos Olímpicos de Los Ángeles 1984, en el Campeonato Mundial de Baloncesto de 1986, y en tres ediciones del EuroBasket (1987, 1989, 1991) así como en un Campeonato Europeo de Baloncesto Femenino de 1974.
En 2009 entró en el Salón de la Fama del baloncesto italiano.